# Coolah
Coolah ist eine Ortschaft im Norden des australischen Bundesstaats New South Wales. Sie befindet sich im Verwaltungsgebiet Warrumbungle Shire.
Im Nordosten des Ortes befindet sich der Coolah-Tops-Nationalpark. Das Gebiet ist von Land- und Viehwirtschaft geprägt.
Die ersten Siedler erreichten um 1840 das Gebiet. 1849 wurde dort ein Postamt eröffnet. Bei der letzten Volkszählung im Jahr 2021 hatte der Ort eine Bevölkerungszahl von 722.

## Söhne und Töchter
- Kevin Michael Manning (1933–2024), römisch-katholischer Bischof von Parramatta
- Richard Butler (* 1942), Diplomat, ehemaliger Gouverneur von Tasmanien